# Paul Nuttall
Paul Andrew Nuttall, nacido el 30 de noviembre de 1976, es un político británico, ex eurodiputado representando el Noroeste de Inglaterra por el Brexit Party. 
Fue elegido como representante del Partido de la Independencia del Reino Unido (UKIP), representándolo entre 2009 y 2018.
El 28 de noviembre de 2016, fue elegido como líder de UKIP. Después de las elecciones generales del Reino Unido de 2017 expuso su renuncia del liderazgo. En diciembre de 2018 anunció su salida del partido.